# Endasys talitzkii
Endasys talitzkii är en stekelart som först beskrevs av Telenga 1961.  Endasys talitzkii ingår i släktet Endasys och familjen brokparasitsteklar. Inga underarter finns listade i Catalogue of Life.